# Gobiesociformes
Gobiesocoidei
Ordre
Les Gobiesociformes sont un ordre de poissons.

## Systématique
L’ITIS en fait un sous-ordre, sous le taxon Gobiesocoidei, placé dans l'ordre des Perciformes.

## Liste des familles
Selon FishBase (2 mai 2016) et World Register of Marine Species (2 mai 2016) :
- famille Gobiesocidae Bleeker, 1859